# Kislécfalva
Kislécfalva (ukránul: Lecovicja [Лецовиця])  település Ukrajnában, Kárpátalján, a Munkácsi járásban. 

## Fekvése
Munkácstól északkeletre, Repede és Bábakút közt fekvő település.

## Története
1910-ben 649 lakosából 9 magyar, 31 német, 607 ruszin volt. Ebből 8 római katolikus, 616 görögkatolikus, 25 izraelita volt.
A trianoni békeszerződés előtt Bereg vármegye Munkácsi járásához tartozott.
2020-ig Ormód községi tanácshoz tartozott.

## Népesség
Lakossága a 2001-es népszámlálás idején 825 fő volt.

## Ismert személyek
- Ott született 1955-ben Dmitro Szidor kárpátaljai ortodox lelkész, közéleti személyiség